# Balistes polylepis
 Balistes polylepis és un peix teleosti de la família dels balístids i de l'ordre dels tetraodontiformes.